# ベンガラ館
ベンガラ館（ベンガラかん）は、岡山県高梁市にある赤色顔料のベンガラをテーマとする博物館。

## 概要
明治時代に田村家が経営したベンガラ工場を、1986年（昭和61年）に復元整備した施設である。
明治時代のベンガラ工場の建物と製造用器具を忠実に復元し、ベンガラの製造工程を紹介している。実際に使用された古い製造用器具の展示もされており、隣接する陶芸館ではベンガラで絵付けされた九谷焼、伊万里焼、京焼等の陶磁器が展示されている。

## ギャラリー

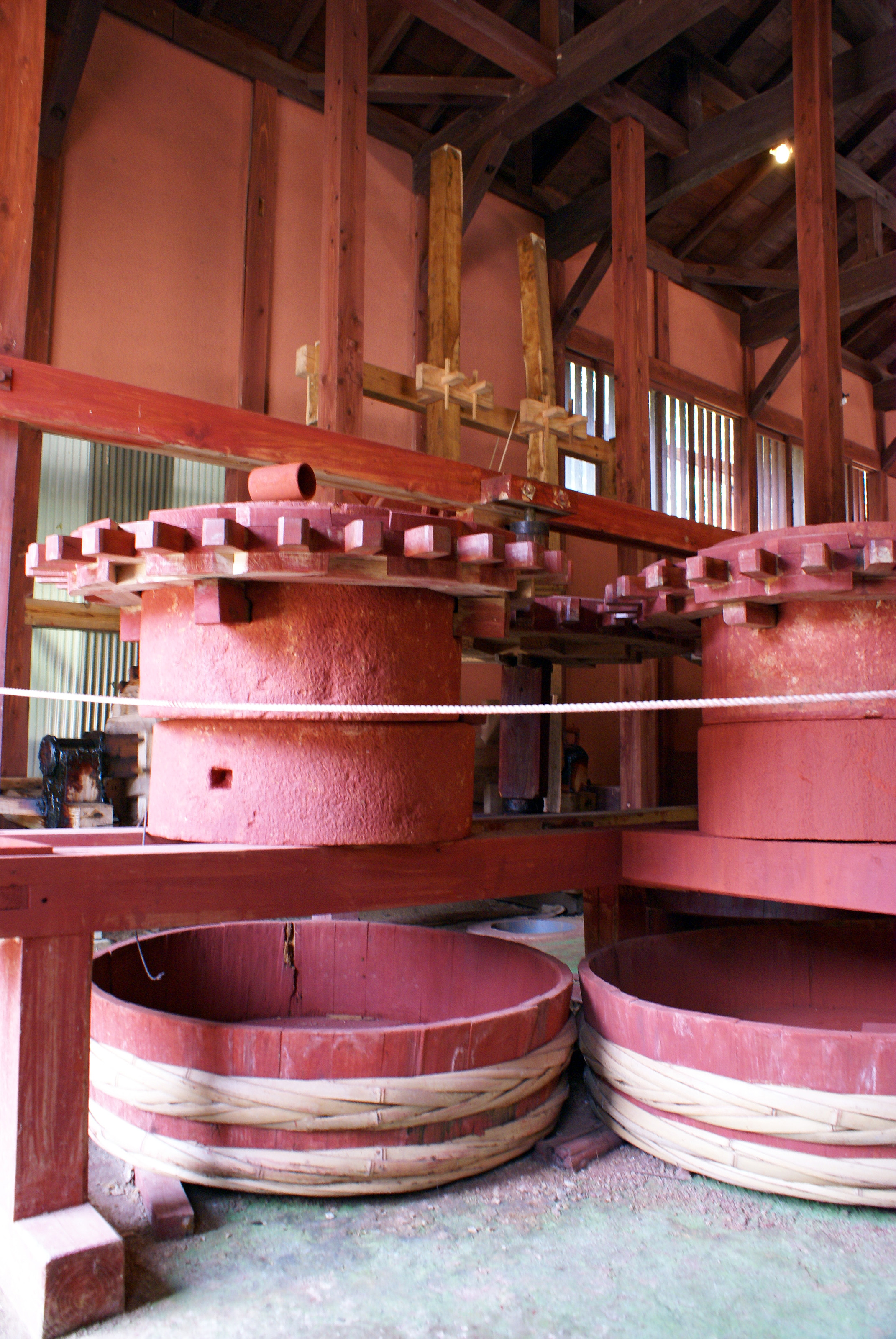
碾臼
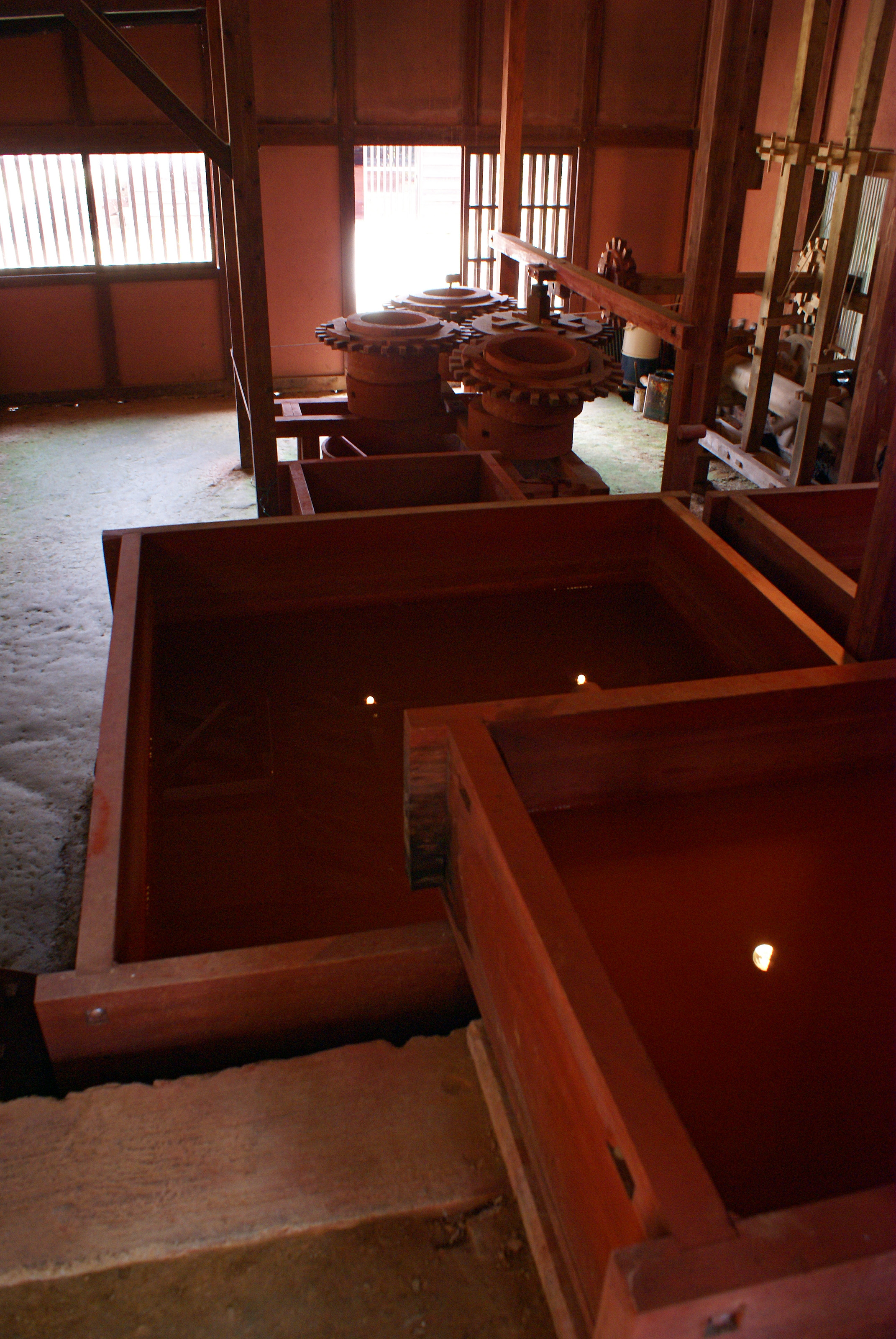
水洗い
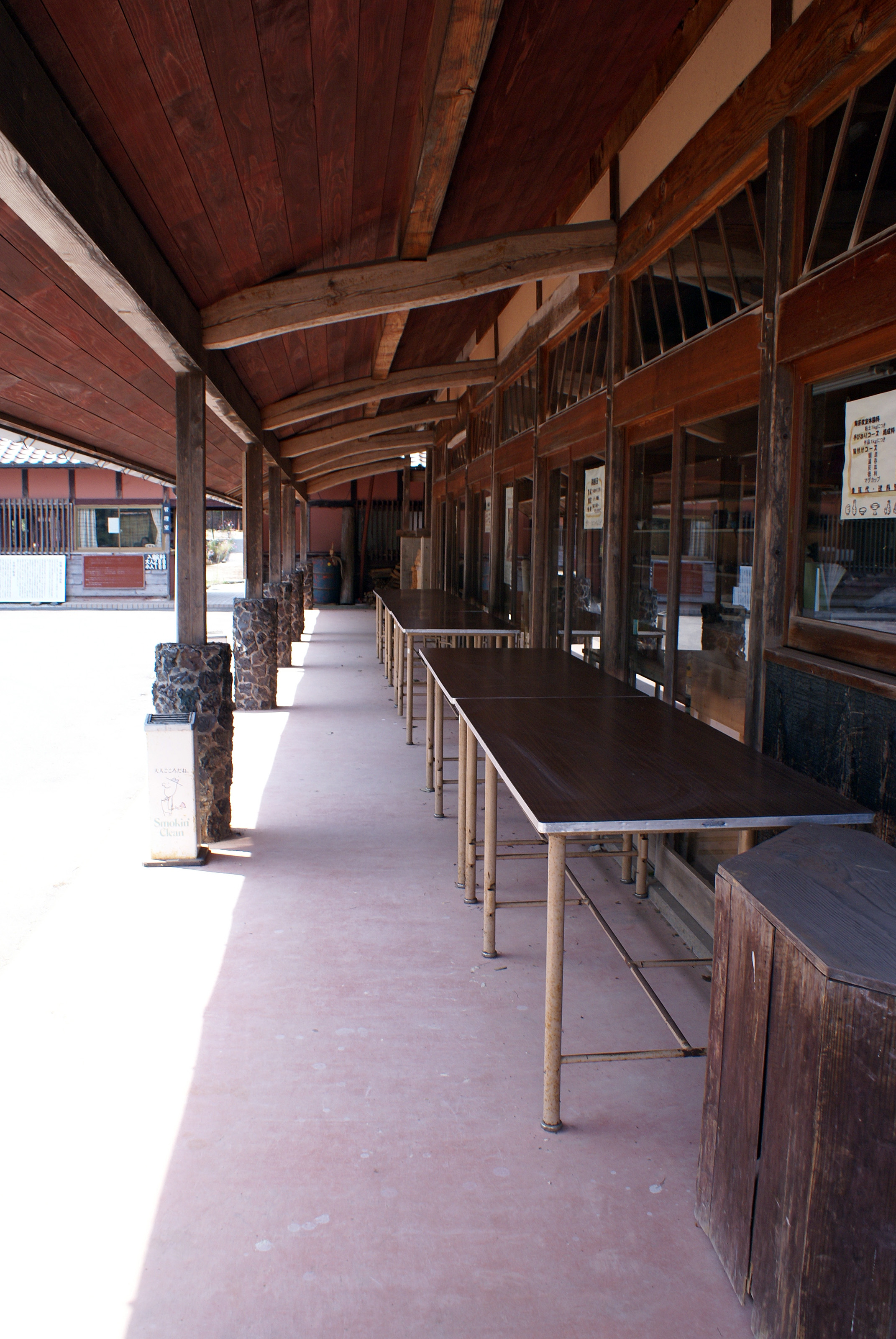
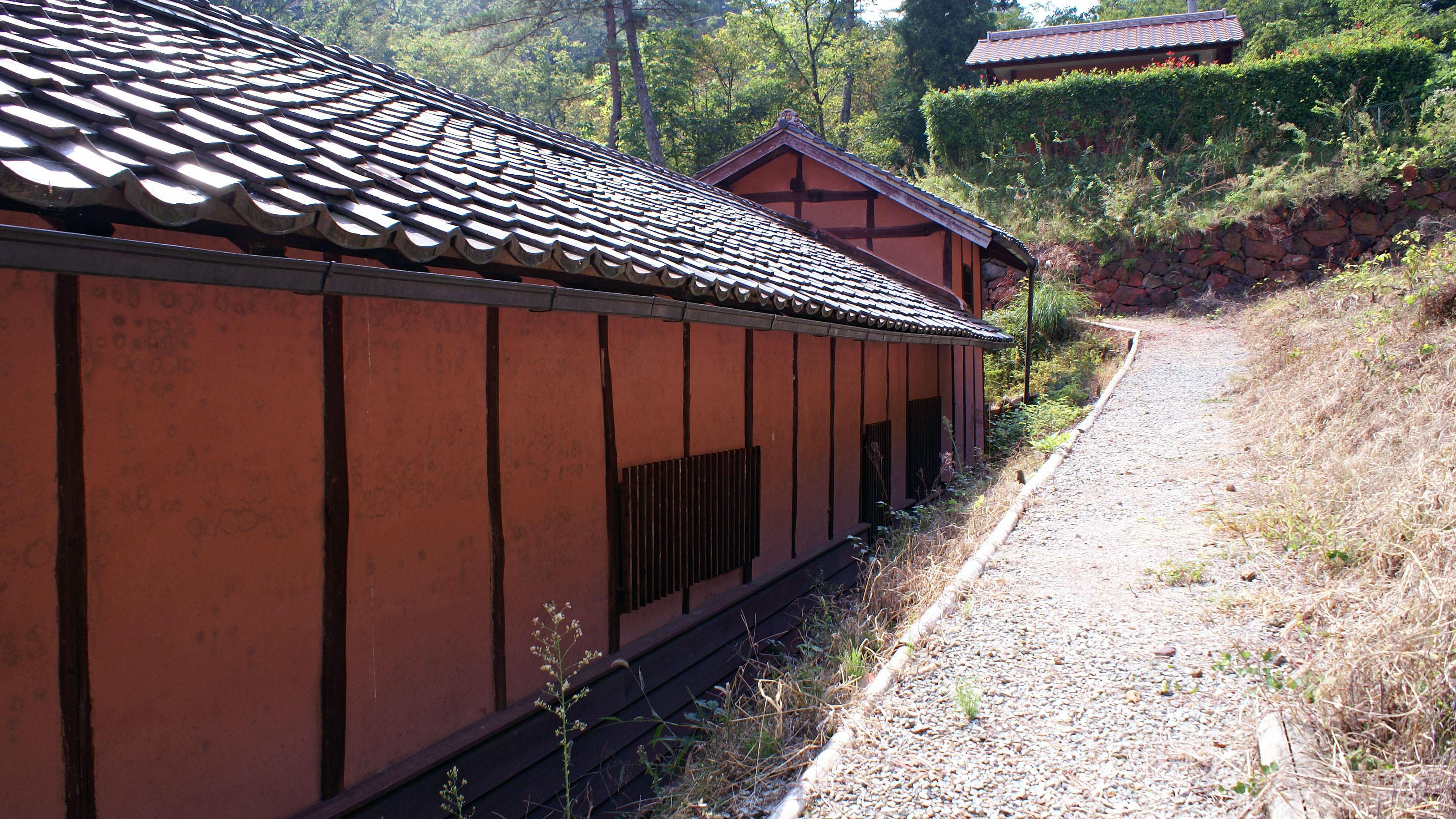

## 交通アクセス
- JR伯備線 備中高梁駅から備北バス「吹屋」行きで60分、終点下車、徒歩10分
- 岡山自動車道 賀陽ICから国道180号、県道85号経由で50分
- 中国自動車道 新見ICから40分